# Inis Oírr

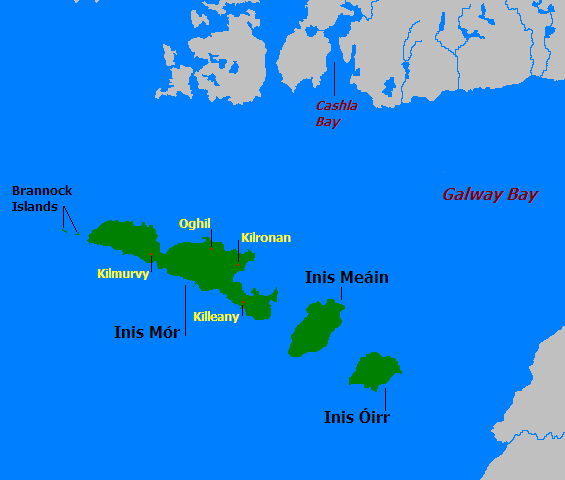
Les Îles d'Aran, Inisheer est ici appelée Inis Óirr.

Inis Oírr (aussi appelé Inis Thiar ou Inis Oirthir en irlandais ; en anglais : Inisheer) est la plus petite et la plus orientale des îles d'Aran, dans la baie de Galway, en Irlande.

## Particularités

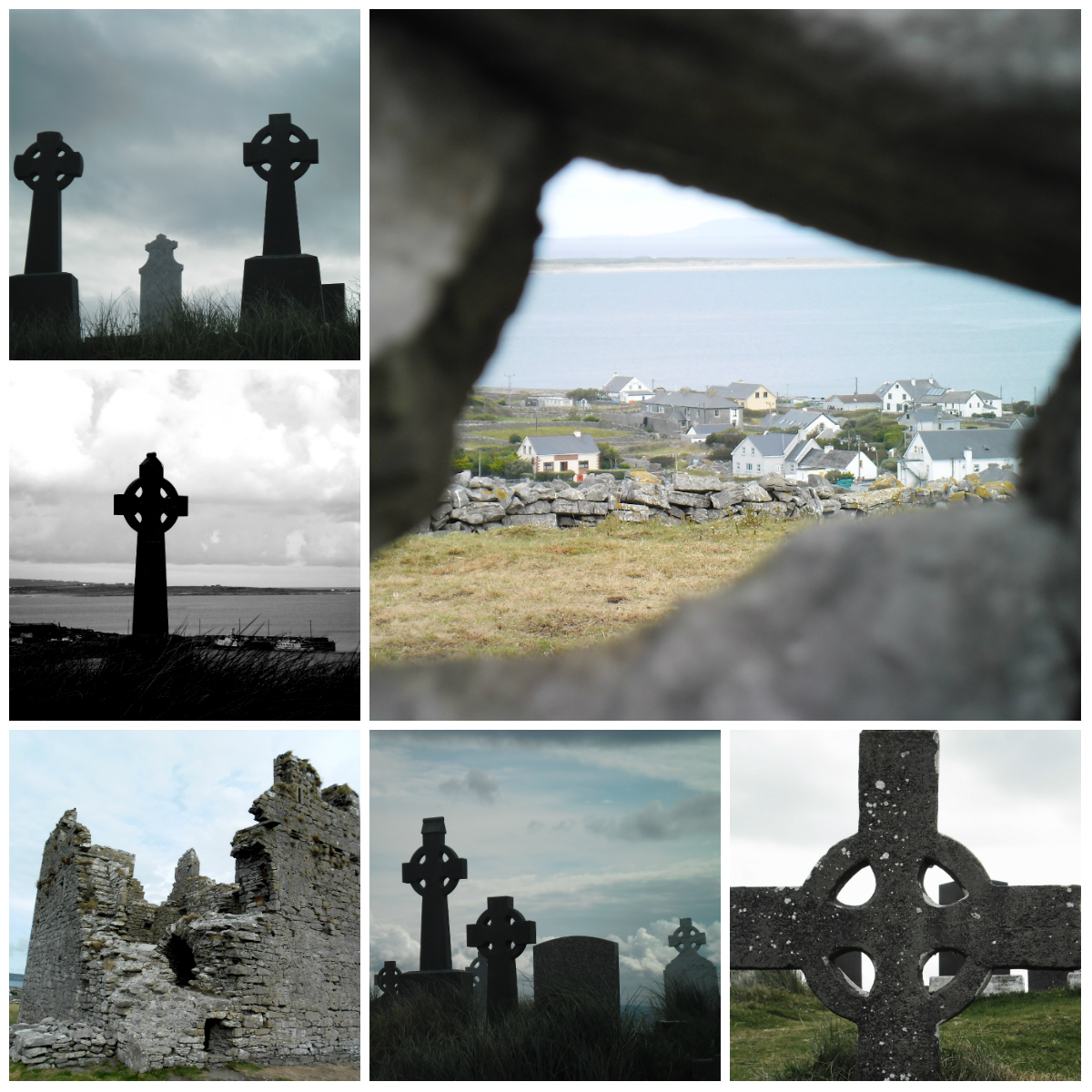
Quelques vues d'Inis Oírr

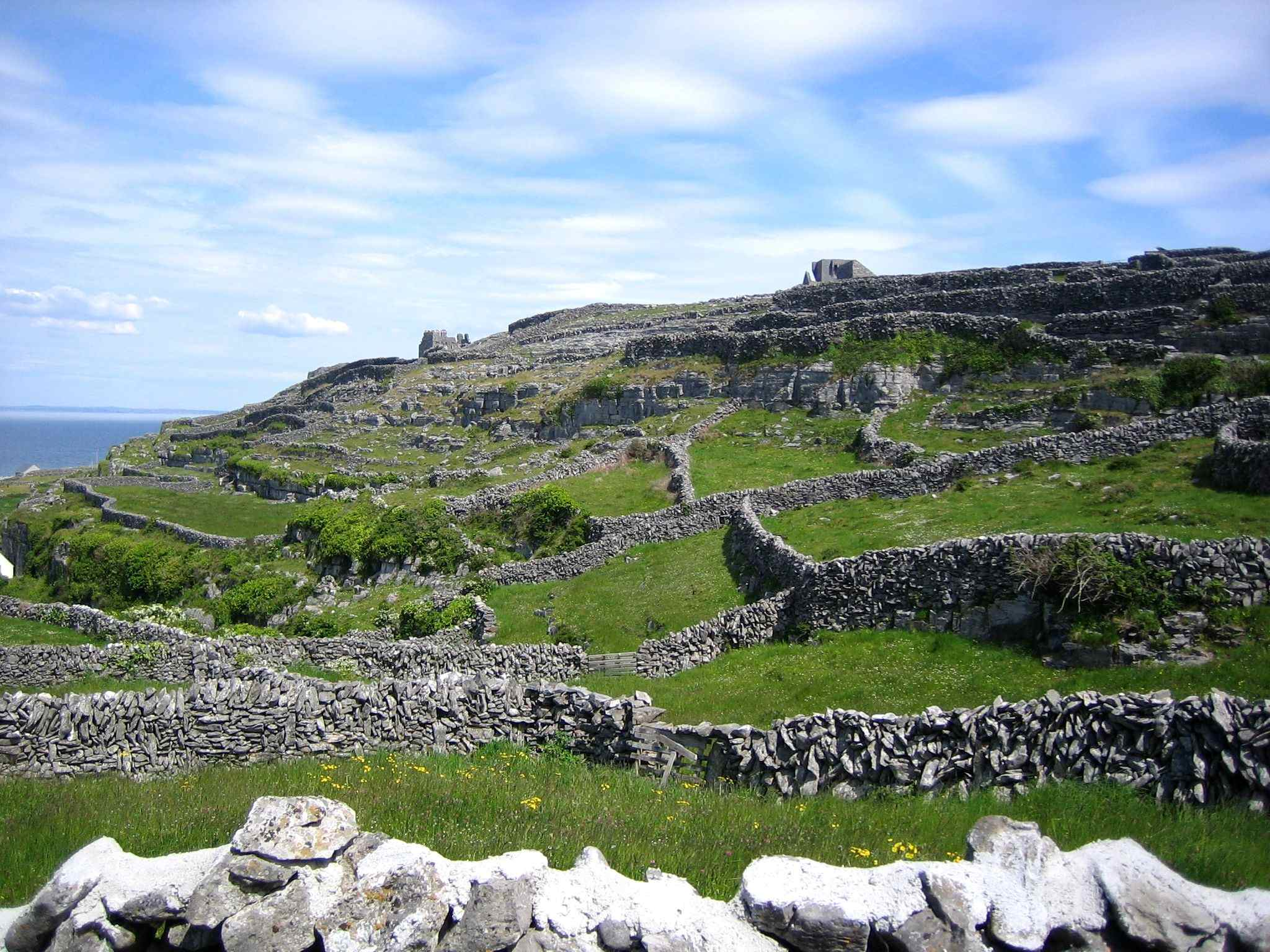
Un paysage d'Inis Oírr, avec le château O'Brien.

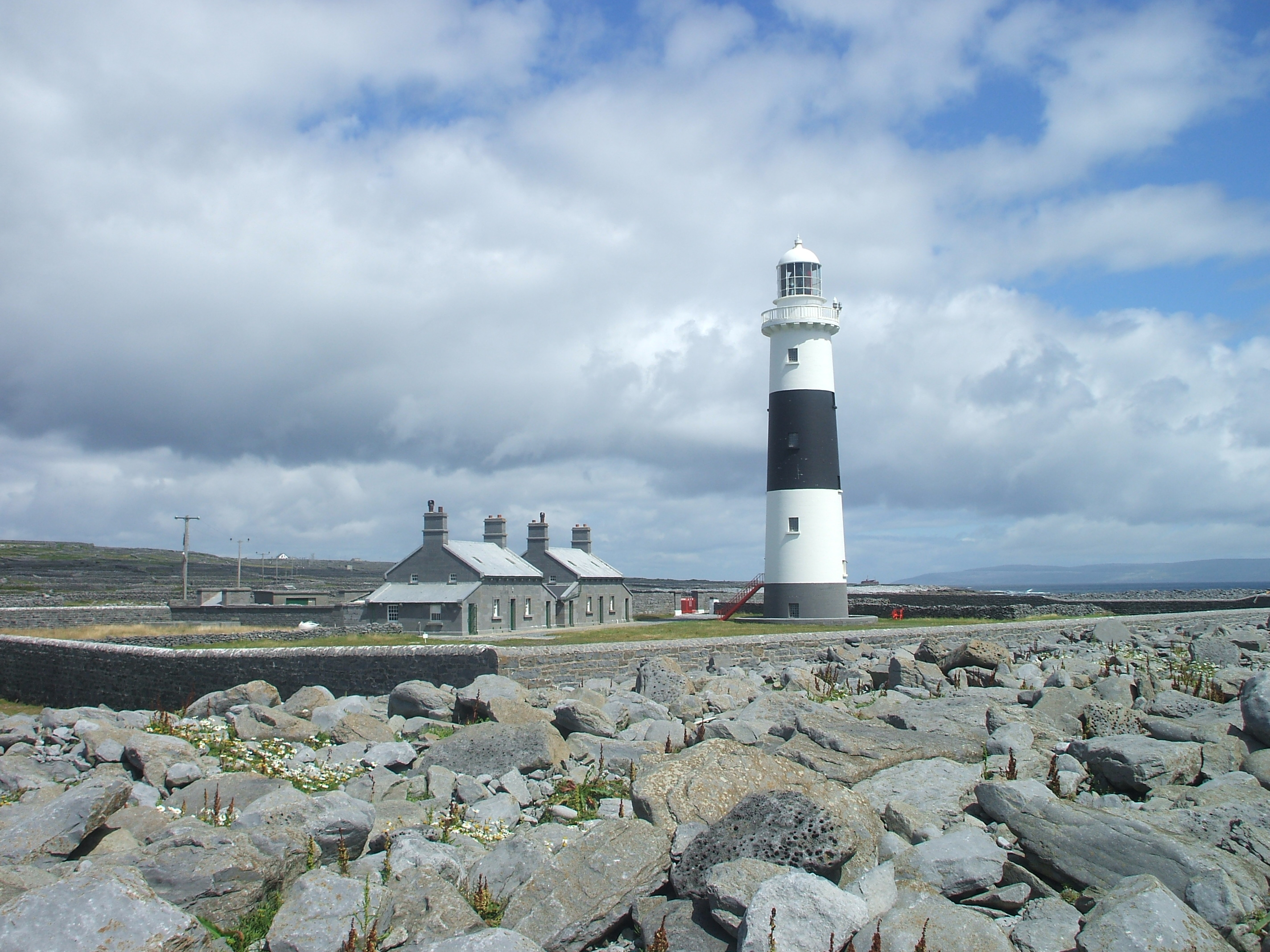
Le Phare d'Inisheer

L'île possède un château du clan O'Brien construit dans un fort en vieille pierre au sommet de la colline, ainsi que diverses églises en ruine.  
L'église appelée Teampall Caomhán doit être déblayée tous les ans car son sol est bien en dessous du niveau du sol sableux. Une légende locale veut que ceux qui arrivent à passer par une de ses fenêtres, très étroite, iront au Paradis.
L'irlandais reste la langue quotidienne des habitants, et le tourisme est l'une des ressources les plus importantes de l'île[réf. nécessaire]. Beaucoup des visiteurs sont des élèves désireux de perfectionner leur connaissance de l'irlandais dans le Gaeltacht.
D'après les études de l'anthropologue John Cowan Messenger, qui a séjourne sur l'île plusieurs années entre 1958 et 1966, les habitants de l'île avaient une attitude extrêmement puritaine pour tout ce qui touchait à la sexualité : « des catholiques voyant le diable dans la moindre manifestation sexuelle. Les règles et la ménopause sont regardées avec dégoût, les femmes n'allaitent pas pour ne pas exposer leur poitrine, pas de sexe avant le mariage bien entendu et aucune éducation sexuelle ».

## Transports
L'île est accessible par ferry en partant de Ros a' Mhíl dans le Connemara et de Doolin dans le comté de Clare, ainsi que des autres îles d'Aran. Il y a également un aéroport avec des vols réguliers vers et depuis la métropole.

## Population
Le recensement de 2002 a dénombré 262 habitants sur l'île, soit significativement plus que sur Inis Meáin (187), malgré une superficie inférieure.

## Commerce
En 2000, on y trouvait un magasin d'alimentation, un magasin de souvenirs, et trois pubs dont l'un était également un hôtel. On trouve également une auberge de jeunesse privée ainsi qu'un camping très rudimentaire, au bord d'une plage[réf. nécessaire].

## Fiction
En Irlande, l'île a été popularisée dans les années 1990 quand elle a servi de décor à la série télévisée très populaire Father Ted, sous le nom fictif de Craggy Island[réf. souhaitée].